# Antonio Martorell Trilles
Antonio Martorell y Trilles (Valencia, 1845-Valencia, 1930) fue un arquitecto español enclavado en el estilo del modernismo valenciano.

## Biografía
Nacido en Valencia el 12 de marzo de 1845, estudió primero en la Escuela de Bellas Artes de dicha ciudad y más tarde partió a Madrid a estudiar la carrera de arquitectura. Fue discípulo de Sebastián Monleón. Entre los proyectos de Martorell, considerado un «arquitecto de la burguesía», se encontró el Panteón Llovera (1883), un monumento funerario en forma de pirámide ubicado en el cementerio general de Valencia. También participó en la construcción del Edificio Gómez II (1905), junto a Francisco Mora Berenguer y Enric Sagnier, además de proyectar el Edificio Chapa (1916) junto a Emilio Ferrer Gisbert. Falleció el 21 de enero de 1930 en su ciudad natal. Miembro de la Real Academia de San Carlos desde 1884, tras su fallecimiento fue sustituido en su plaza por J. Manuel Cortina.

## Obras
- Mausoleo de los marqueses de Colomina, 1881.[9][10]
- Panteón Llovera, monumento funerario en forma de pirámide en el cementerio de Valencia, 1883.[4]
- Panteón de Antonio Cortina Farinós, 1891.
- Casa Martorell, residencia del propio Antonio Martorell en calle de la Paz número 24, en Valencia, 1897.
- Edificio Unión Musical Española, calle de la Paz número 15, en Valencia, 1900.
- Edificio Gómez II junto a Francisco Mora Berenguer y Enric Sagnier, 1905.[5]
- Hotel Palace, en la calle de la Paz número 42, en Valencia, 1906.
- Asilo de la Virgen de los Desamparados de Carcagente (Valencia), 1906-1907.
- Panteón de la familia Moroder en el cementerio de Valencia, 1907.
- Casa Boldún en la calle Pérez Pujol número 3, en Valencia, 1914.
- Edificio Chapa junto a Emilio Ferrer Gisbert, 1916.[6]
- Mausoleo de José Peris y Valero.
- Mausoleo de la familia Montesinos.